# 75/21 Mod. I.F.
Il cannone 75/21 Mod.I.F. fu un'arma utilizzata nel Vallo Alpino, come difesa anticarro.
Fu realizzato negli anni 50 dall'Arsenale di Napoli, utilizzando semilavorati di cannoni già in uso durante la seconda guerra mondiale: infatti il blocco di culatta del 47/32 e alcuni organi del 47/40.